# Ossidante
In chimica, viene detta ossidante una specie chimica che acquista elettroni da un'altra specie chimica. Durante una reazione di ossidoriduzione, il numero di ossidazione di una specie ossidante diminuisce. Viene detta ossidazione l'azione della specie ossidante su un'altra specie, e quest'ultima, a cui sono stati strappati elettroni, viene detta ossidata.
La presenza di una specie ossidante in una reazione chimica implica necessariamente anche la presenza di una specie riducente; la reazione chimica che li coinvolge viene detta reazione redox. Durante tale reazione, una specie ossidante subisce una riduzione, o in altre parole è ridotta.

## Ossidanti e riducenti in una reazione redox
Per distinguere le due specie in una redox è sufficiente osservare la variazione del numero di ossidazione delle singole sostanze all'inizio e al termine della reazione.
Si consideri ad esempio la seguente reazione redox:
{\displaystyle \mathrm {H_{2}} +\mathrm {F_{2}} \longrightarrow \mathrm {2\,HF} }
L'idrogeno passa dallo stato elementare (n.o. 0) ad un composto (l'acido fluoridrico) in cui per differenza di elettronegatività  con il fluoro è costretto a cedere il proprio elettrone (n.o. +1). Viceversa il fluoro passa dallo stato elementare (n.o. 0) all'acido fluoridrico in cui prevalendo per elettronegatività strappa un elettrone all'idrogeno (n.o. -1):
- L'idrogeno è la specie riducente, ha subito un'ossidazione e alla fine della reazione è ossidato a +1 (il numero di ossidazione aumenta).
- Il fluoro è la specie ossidante, ha subito una riduzione e alla fine della reazione è ridotto a -1 (il numero di ossidazione si riduce).